# Richard A. Lupoff

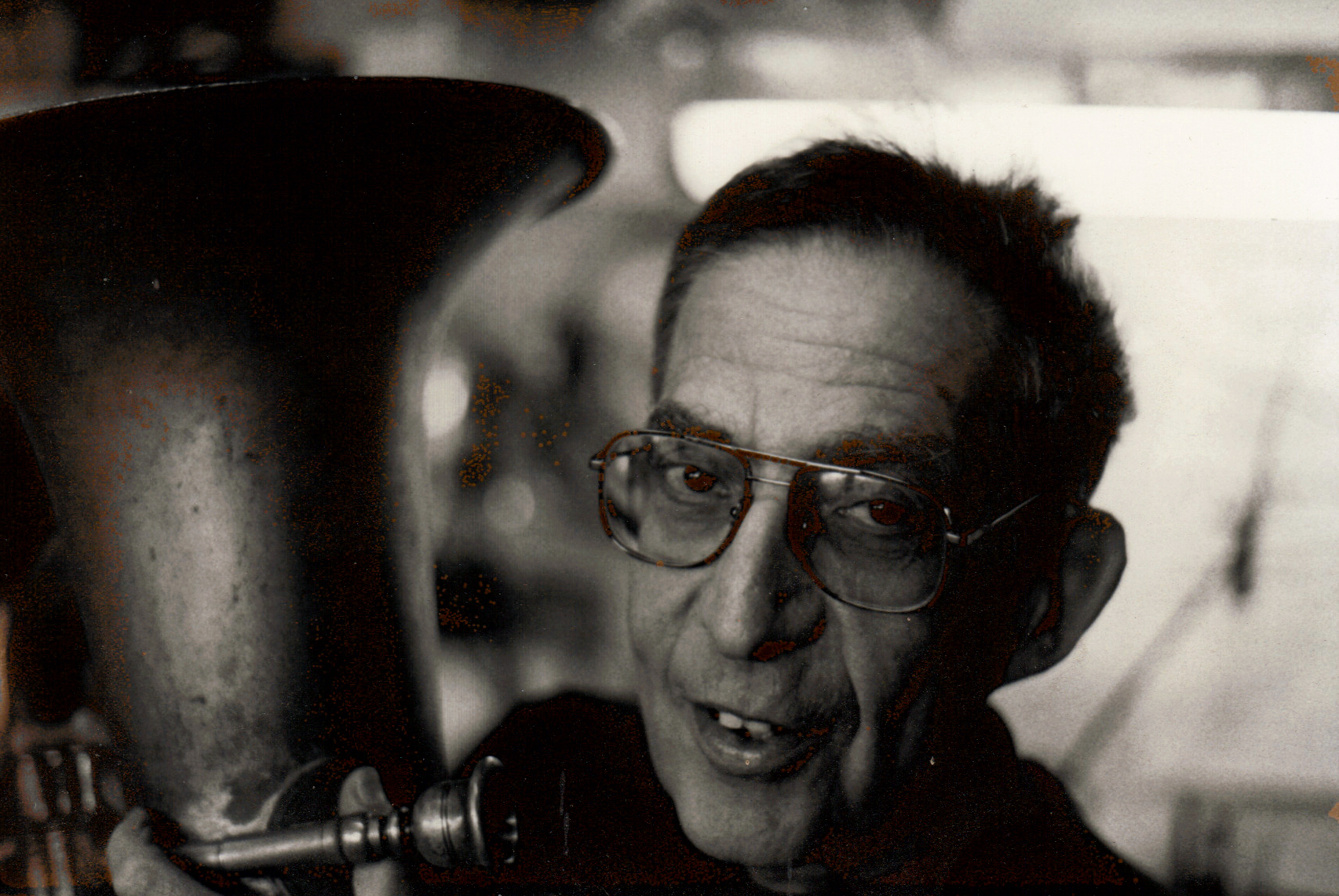
Richard A. Lupoff, 2013

Richard „Dick“ Allen Lupoff (geboren am 21. Februar 1935 in New York; gestorben am 22. Oktober 2020) war ein US-amerikanischer Schriftsteller, hauptsächlich bekannt als Autor von Science-Fiction und Kriminalromanen.

## Leben
Lupoff war der Sohn von Sol J. Lupoff und von Sylvia Lupoff, geborene Feldman. Er studierte an der University of Miami, wo er 1956 mit dem Bachelor abschloss. Von 1956 bis 1958 diente er im Adjutant General’s Corps der US Army. 1958 heiratete er Patricia „Pat“ Loring, mit der er drei Kinder hatte. Von 1958 bis 1963 arbeitete er als technischer Redakteur und Programmierer für Sperry Rand, danach schrieb er bis 1970 Drehbücher und produzierte Filme für IBM in New York und Poughkeepsie. Parallel dazu arbeitete er für Canaveral Press, wo er mehrere Bände der Werke von Edgar Rice Burroughs herausgab. Für Canaveral Press verfasste er auch eine Biografie von Burroughs (Master of Adventure , 1965), 1976 erschien eine weitere Arbeit bei Mirage Press (Barsoom: Edgar Rice Burroughs and the Martian Vision).
Nach 1970 arbeitete er als freier Schriftsteller und für die Zeitschriften Crawdaddy (1970–1971), Changes (1971/1972), Organ (1972) und Algol (1963–1979). Von 1979 bis 1981 schrieb er Science-Fiction-Rezensionen für den San Francisco Chronicle. Nach 1985 arbeitete er für Canyon Press in Kalifornien.
Zusammen mit seiner Frau Pat Lupoff brachte er von 1960 bis 1963 das Fanzine Xero heraus. Vorgestellt wurde das Magazin bei der Worldcon 1960 in Pittsburgh, wo Dick und Pat Lupoff in einer Form frühen Cosplays als Captain und Mary Marvel erschienen.
Zu den Beiträgern zählte eine Reihe bekannter Autoren, darunter Dan Adkins, Otto Binder, James Blish, Anthony Boucher, Algis Budrys, Lin Carter, Avram Davidson, L. Sprague de Camp, Roger Ebert, Harlan Ellison, Edward Gorman, Ron Haydock, Roy Krenkel, Frederik Pohl, Larry T. Shaw, Robert Shea, Steve Stiles, Wilson Tucker, Donald E. Westlake, Ted White, Paul Williams und Walt Willis.
1963 wurde Xero mit dem Hugo Award als bestes Fanzine ausgezeichnet. Eine Auswahl der besten Beiträge erschien 2004. Zu Xero gehörte auch All in Color for a Dime, eine Reihe von Beiträgen über ältere Comics. 1970 erschien eine Auswahl in einer Sammelausgabe.
Die Burroughs-Biografie war Lupoffs erstes Buch. 1967 erschien sein erstes belletristisches Werk, One Million Centuries, ein in ferner Zukunft handelnder SF-Roman. Im Laufe der folgenden Jahrzehnte erschienen rund zwei Dutzend Bücher und etwa 50 Kurzgeschichten, darunter die Kurzgeschichte 12:01 P.M. (1973), die 1990 Grundlage für einen Kurzfilm 12:01 PM von Jonathan Heap und für den Fernsehfilm 12:01 von Jack Sholder mit Jonathan Silverman und Helen Slater in den Hauptrollen (USA 1993). Darin geht es um einen Angestellten, der in einer Zeitschleife gefangen ist. Die Ähnlichkeiten mit Harold Ramis’ Filmkomödie Und täglich grüßt das Murmeltier veranlassten Lupoff und Heap dazu, rechtliche Schritte zu erwägen:

„The story was also adapted – actually plagiarized – into a major theatrical film in 1993. Jonathan Heap and I were outraged and tried very hard to go after the rascals who had robbed us, but alas, the Hollywood establishment closed ranks. We were no Art Buchwald. After half a year of lawyers’ conferences and emotional stress, we agreed to put the matter behind us and get on with our lives.“

„Die Geschichte wurde gestohlen und in einen abendfüllenden Film gebracht. Jonathan Heap und ich waren außer uns und wollten gegen die Gauner vorgehen, die uns beraubt hatten. Aber das Hollywood-Establishment schloß die Reihen. Wir waren nicht Art Buchwald. Nach einem halben Jahr Rechtsanwaltskonferenzen und großem emotionalem Stress beschlossen wir, die Sache hinter uns zu lassen und unsere Leben fortzuführen.“

Immer wieder wird in der Sekundärliteratur die Geläufigkeit hervorgehoben, mit der Lupoff zwischen Genres wechsele und sich den Stil anderer Autoren zu eigen mache. Unverkennbar sei dabei seine Neigung zum Pastiche und zur Parodie. So hat er unter dem Pseudonym Ova Hamlet eine Reihe von Parodien auf den Stil bekannter SF-Autoren verfasst, die als The Ova Hamlet Papers 1979 gesammelt erschienen.
Man hat daher bei ihm eine Lust am Inkongruenten und eine Neigung gesehen, sich hinter Masken zu verstecken. Lupoff selbst verneinte das; es sei nicht so, dass er eine Maske trage, er schminke sich vielmehr dem Anlass entsprechend. An erster Stelle stehe das, was die zu erzählende Geschichte erfordert, Stil und Genre habe dem zu folgen.
Und was insbesondere die Anpassung an die Konventionen eines Genres betrifft, so erinnerte er sich an eine Periode Anfang der 1980er Jahre, als die Verlage plötzlich keines seiner SF-Bücher mehr herausbringen wollten, da der Markt sich verändert hatte. Die Konsequenz und Erfahrung daraus war für ihn, „nie wieder all seine Eier in den SF-Korb zu legen.“

## Bibliografie

### Serien
Die Serien sind nach dem Erscheinungsjahr des ersten Teils geordnet.
Space War Blues (Kurzgeschichten)
- With the Bentfin Boomer Boys on Little Old New Alabama (1972)
- After the Dreamtime (1974)
- Sail the Tide of Mourning (1975)
  - Deutsch: Auf dem Strom der Trauer. In: Wolfgang Jeschke (Hrsg.): Science Fiction Story Reader 16. Heyne SF&F #3818, 1981, ISBN 3-453-30720-8.
- The Bentfin Boomer Girl Comes Thru (1977)
- Our Own Little Mardi Gras (1977)
- Space War Blues (Roman, 1978)
  - Deutsch: Space War Blues. Ullstein Science Fiction & Fantasy #31055, 1983, ISBN 3-548-31055-9.

Buck Rogers in the 25th Century (als Addison E. Steele)
- 1 Buck Rogers in the 25th Century (1978)
- 2 That Man on Beta (1979)
- Starrett (Kurzgeschichten)
- Lux Was Dead Right (1981)
- Transtemporal Creatures Unlimited (1981)
- Joe Nieman’s Knees (1982)

Sun’s End
- 1 Sun’s End (1984)
- 2 Galaxy’s End (1988)

Twin Planets
- 1 Circumpolar! (1984)
  - Deutsch: Zirkumpolar. Übersetzt von Michael Windgassen. Ullstein-Abenteuer #21073, 1988, ISBN 3-548-21073-2.
- 2 Countersolar! (1987)

Hobart Lindsey / Marvia Plum
- 1 The Comic Book Killer (1988)
- 2 The Classic Car Killer (1992)
- 3 The Bessie Blue Killer (1994)
- 4 The Sepia Siren Killer (1994)
- 5 The Cover Girl Killer (1995)
- 6 The Silver Chariot Killer (1996)
- 7 The Radio Red Killer (1997)
- 8 The Emerald Cat Killer (2010)
- One Murder at a Time: The Casebook of Lindsey & Plum (Sammlung, 2001)

Philip José Farmer’s The Dungeon
- 1 The Black Tower (1988)
- 6 The Final Battle (1990)

Daniel M. Pinkwater’s Melvinge of the Megaverse
- 3 Night of the Living 'Gator! (1992)

### Romane
- One Million Centuries (1967)
- Sacred Locomotive Flies (1971)
- Into the Aether (1974)
  - Deutsch: Vorstoß in den Äther. Ullstein SF&F #31101, 1985.
- Lisa Kane (1976)
- The Triune Man (1976)
  - Deutsch: Der Dreifaltigkeitsmann. Moewig (Moewig Science Fiction #3641), 1984, ISBN 3-8118-3641-2.
- The Crack in the Sky (1976, auch als Fool’s Hill, 1978)
- Sandworld (1976)
- Sword of the Demon (1977)
- Lovecraft’s Book (1985, auch als Marblehead: A Novel of H. P. Lovecraft, 2006)
- The Forever City (1988)

### Sammlungen
- The Ova Hamlet Papers (1979)
- Hyperprism / The Digital Wristwatch of Philip K. Dick (1993)
- Before … 12:01 … and After (1996)
- Claremont Tales (2 Bde., 2001/2002, Sammlung)
- The Best of Xero (2004, mit Pat Lupoff)
- Terrors (2005)
- Deep Space (2009)
- Visions (2009)
- The Compleat Ova Hamlet (2009)
- Dreams (2011)
- One Murder at a Time: A Casebook: The Lindsey & Plum Detective Series, Book Nine (2013)
- Dreamer’s Dozen (2015)
- The Doom That Came to Dunwich (2017)

### Kurzgeschichten
- Mr. Greene and the Monster (1952)
- BOOM! (1963)
- Incident in the 14th Street BMT (1968)
- Isle of Man Swings SF (1968)
- The Case of the Doctor Who Had No Business, or, The Adventure of the Second Anonymous Narrator (1969)
- Stream of Consciousness (1969)
- Man Swings SF (1969)
- The Wizard of Atala (1970)
- Music in the Air (1970)
- Time Dog (1970)
- Battered Like a Brass Bippy (1970, auch als Ova Hamlet)
- War of the Doom Zombies (1971, auch als Ova Hamlet)
- Mektopia! (1971)
- The Heyworth Fragment (1972)
- The Horror South of Red Hook (1972, auch als Ova Hamlet)
- Agony and Remorse on Rhesus IX (1972, auch als by Ova Hamlet)
  - Deutsch: Schmerz und Reue auf Rhesus IX. In: Uwe Anton (Hrsg.): Willkommen in der Wirklichkeit: Die Alpträume des Philip K. Dick. Heyne SF&F #4713, 1990, ISBN 3-453-04298-0.
- The Partridge Project (1973)
- 12:01 P.M. (1973)
  - Deutsch: 12.01. In: Wulf Bergner (Hrsg.): Der vierte Zeitsinn. Heyne SF&F #3402, 1974, ISBN 3-453-30297-4.
- Grebzlam’s Game (1974, auch als Ova Hamlet)
- A Freeway for Draculas (1974)
- Whatever Happened to Nick Neptune? (1974)
- Musspelsheim (1974)
- The Wedding of Ova Hamlet (1975, auch als Addison Steele, II)
- Young Nurse Nebuchadnezzar (1975, auch als Ova Hamlet)
- Saltzman’s Madness (1975)
- With the Evening News (1975)
  - Deutsch: In den Abendnachrichten. In: Manfred Kluge (Hrsg.): Das Geschenk des Fakirs. Heyne SF&F #3486, 1976, ISBN 3-453-30356-3.
- God of the Naked Unicorn (1976, auch als Ova Hamlet)
  - Deutsch: Der Gott des nackten Einhorns. In: Isaac Asimov, Martin Harry Greenberg, Charles Waugh (Hrsg.): Mit Sherlock Holmes durch Raum und Zeit (2). Ullstein SF&F #31141, 1987, ISBN 3-548-31141-5.
- The Return of Skull-Face (1977, mit Robert E. Howard)
- The Child’s Story (1977)
- The Whisperers (1977)
- Discovery of the Ghooric Zone — March 15, 2337 (1977)
  - Deutsch: Die Entdeckung der Ghoorischen Zone — 15. März 2337. In: Roy Torgeson (Hrsg.): Das Ungeheuer vom Sumpf. Moewig (Playboy Science Fiction #6729), 1982, ISBN 3-8118-6729-6.
- Taverel Manor (1978, mit Robert E. Howard)
- Venus—Ah, Venus! (1978)
- The Devil’s Hop Yard (1978)
  - Deutsch: Das Hopfenfeld des Teufels. In: Roy Torgeson (Hrsg.): Nick Adams letzter Aufstieg. Moewig (Playboy Science Fiction #6718), 1981, ISBN 3-8118-6718-0.
- Two Sort-of Adventures (1978, auch als Ova Hamlet)
- Nebogipfel at the End of Time (1978)
- The Nosepickers of Dawr (1981, auch als Ova Hamlet)
- Documents in the Case of Elizabeth Akeley (1982)
  - Deutsch: Die Dokumente im Fall Elizabeth Akeley. In: Ronald M. Hahn (Hrsg.): Mythen der nahen Zukunft. Heyne SF&F #4062, 1984, ISBN 3-453-31004-7.
- Mort in Bed (1982)
- Stroka Prospekt (1982, auch als Stomping Down Stroka Prospect)
- Blinky Henderson Again (1983)
- The Digital Wristwatch of Philip K. Dick (1985)
  - Deutsch: Die digitale Armbanduhr des Philip K. Dick. In: Uwe Anton (Hrsg.): Willkommen in der Wirklichkeit: Die Alpträume des Philip K. Dick. Heyne SF&F #4713, 1990, ISBN 3-453-04298-0.
- Three Centaur Tales (1985)
- Etchings of Her Memories (1987)
- Hyperprism 21.5 (1988)
- Mr. Tindle (1989, auch als Mr. Tindle Departs)
  - Deutsch: Mr. Tindle. In: Ronald M. Hahn (Hrsg.): Die Lärm-Verschwörung. Heyne SF&F #4673, 1990, ISBN 3-453-03937-8.
- Snow Ghosts (1989)
- Triptych (1990)
- The Final Battle (Preview) (1990)
- At Vega’s Taqueria (1990)
- The House on Rue Chartres (1990)
- The Adventures of Professor Thintwhistle and His Incredible Aether Flyer (1991)
- Mr. Tindle Returns (1991)
- You Don’t Know Me, Charlie (1993)
- Death in the Ditch (1995)
- Easy Living (1995)
- The Tootsie Roll Factor (1995)
- Black Mist (1995)
- The Turret (1995)
- A Funny Thing … (1996)
- Adventure of the Boulevard Assassin (1996)
- Jubilee (1996)
- Lights! Camera! Shub-Niggurath! (1996)
- The Doom That Came to Dunwich (1996)
- The Woodstock West Killer (1996)
- Dogwalker (1996)
- Black Boy in a Box (1996)
- Star Lotus (1996)
- That Little Toy is Lost (1996)
- The River of Fog (1997)
- The Message (1997)
- The Forms of Things Unknown (1997)
- The River of Fog (Part 17 of 17) (1997)
- Chinese Gunboats (1997)
- Lindsey Chases a Ghost (1998)
- 31.12.99 (1999)
- News from New Providence (1999)
- I Don’t Tell Lies (2000)
- The Second Drug (2000)
- Simeon Dimsby’s Workshop (2001)
- Yesterday Calling: The New Retro Radio Players Present (2001)
- The Monster and Mr. Greene (2001)
- Golden Glory (2001)
- Old Folks at Home (2001)
- Green Ice (2002)
- The Crimson Wizard (2003)
- The American Monarchy (2003)
- The Adventure of the Voorish Sign (2003)
- The Peltonville Horror (2004)
- Villaggio Sogno (2004)
- The Jewels of Lemuria (2004, auch als The Crimson Wizard and the Jewels of Lemuria, 2005)
- Brackish Waters (2005)
- Chase and the Missing Man (2005)
- Dingbats (2005)
- The Secret of the Sahara (2005)
- Streamliner (2005)
- The Golden Saint Meets the Scorpion Queen (2005)
- Treasure of the Red Robe Men (2005)
- Fourth Avenue Interlude (2006, mit Edgar Allan Poe)
- Dreems.biz (2006)
- Petroglyphs (2007)
- Wyshes.com (2007)
- Ankareh Minu (2009)
- Hebrews Have No Horns (2009)
- Patterns (2009)
- Steps Leading Downward (2009)
- Tangaroa’s Yarn (2009)
- There Are Kings (2009)
- Phannie (2009)
- Cairo, Good-bye (2010)
- Nothing Personal (2010)
- At the Esquire (2011)
- Heaven.god. (2011)
- Report of the Admissions Committee (2011)
- Sergeant Ghost (2011)
- Tee Shirts (2011)
- The Law (2011)
- 12:02 P.M. (2011)
- 12:03 P.M. (2011)
- Splash (2012, mit Don Webb, Scott A. Cupp, Michael Kurland, Michael Mallory, Paul Di Filippo und James Patrick Kelly)
- April Dawn (2012)
- Draft Material Deleted from The Emerald Cat Killer (2013)
- Scorpion Men of Venus (2013)
- The Salamanca Encounter (2015)
- Dead of Winter (2015)
- Greetings from Comrade Kim (2015)
- Happy Birthday, Birthday Girl! (2015)
- Night Lands Dream (2015)
- Sisoh Promatem (2015)
- The Green Fairy (2015)
- Uncle Elmer (2015)

### Anthologien
- What If? Anthologies (3 Bde., 1980–2013)
- The Investigations of Avram Davidson (1999, mit Grania Davis)
- The Book of Time (2011, mit H. G. Wells)

### Sachliteratur
- The Reader’s Guide to Barsoom and Amtor (1963, mit Dave Van Arnam und Larry Ivie)
- Edgar Rice Burroughs: Master of Adventure (1965, auch als Master Of Adventure: The Worlds Of Edgar Rice Burroughs, 2005)
- All in Color for a Dime (1970, mit Don Thompson)
- The Comic-Book Book (1973, mit Don Thompson)
- Barsoom: Edgar Rice Burroughs and the Martian Vision (1976)
- Writer at Large (1998)
- The Great American Paperback (2001)
- Writer: Volume 3 (2016)
- Where Memory Hides: A Writer’s Life (2016)